# Broadcasting Corporation of Niue
Die Broadcasting Corporation of Niue (BCN; deutsch Rundfunkanstalt Niue), auch bekannt als Niue Broadcasting Corporation, ist ein staatliches Medienunternehmen auf Niue. Die BCN untersteht dem Infrastrukturministerium.
Der Sitz der BCN ist die Hauptstadt Alofi. Geschäftsführer ist Trevor Tiakia.

## Rundfunksender
BCN betreibt die Sender „Television Niue“ und „Radio Sunshine“, die einzigen Fernseh- bzw. Radiokanäle des Landes.
„Television Niue“ strahlt sein Programm ausschließlich von 18 Uhr bis 23 Uhr in niueanischer und englischer Sprache aus. Sonntags wird nicht gesendet. Der größte Teil des Programms wird durch Television New Zealand geliefert.
„Radio Sunshine“ sendet in Englisch und Niueanisch über 594 kHz AM und 91 MHz FM von 6 Uhr bis 21:30 Uhr.